# Mistrzostwa Polski Seniorów w Lekkoatletyce 1934
15. Mistrzostwa Polski Seniorów w Lekkoatletyce – zawody, które rozgrywane były w Poznaniu na Stadionie Miejskim w dniach 5–7 lipca 1934 roku (mężczyźni). 13. mistrzostwa kobiet odbyły się w Warszawie w Parku Sobieskiego (obecnie Park Agrykola) w dniach 7–8 lipca. 15 i 16 września w Warszawie zostały rozegrane sztafetowe mistrzostwa Polski mężczyzn, wskutek czego po raz jedyny w historii mistrzostw Polski w lekkoatletyce dwukrotnie w jednym roku rozdano medale w sztafetach 4 × 100 metrów i 4 × 400 metrów mężczyzn.

## Rezultaty
| NR – rekord Polski \| NL – najlepszy wynik w Polsce w sezonie \| SB – najlepszy wynik w sezonie \| PB – rekord życiowy |

### Mężczyźni
| Konkurencja:                  | 1. miejsce                                                                      | Rezultat | 2. miejsce                                                                                | Rezultat | 3. miejsce                                                                               | Rezultat |
| Bieg na 100 m                 | Edward Trojanowski Polonia Warszawa                                             | 10,7     | Bogusław Szymański Sokół Leszno                                                           | 11,1     | Kazimierz Jasiewicz Warta Poznań                                                         |          |
| Bieg na 200 m                 | Klemens Biniakowski Warta Poznań                                                | 22,1     | Jerzy Koźlicki AZS Warszawa                                                               | 22,7     | Oskar Liedke Jagiellonia Białystok                                                       |          |
| Bieg na 400 m                 | Klemens Biniakowski Warta Poznań                                                | 50,6     | Jerzy Koźlicki AZS Warszawa                                                               | 51,0     | Antoni Lesicki Warta Poznań                                                              |          |
| Bieg na 800 m                 | Kazimierz Kucharski Jagiellonia Białystok                                       | 1:59,0   | Kazimierz Kuźmicki Warszawianka                                                           | 2:00,9   | Stefan Kostrzewski AZS Warszawa                                                          |          |
| Bieg na 1500 m                | Kazimierz Kucharski Jagiellonia Białystok                                       | 4:05,8   | Wacław Soldan Cracovia                                                                    | 4:06,8   | Kazimierz Kuźmicki Warszawianka                                                          |          |
| Bieg na 5000 m                | Kazimierz Fiałka Cracovia                                                       | 15:28,0  | Wacław Duplicki AZS Warszawa                                                              | 15:32,8  | Maksymilian Hartlik Stadion Chorzów                                                      |          |
| Bieg na 10 000 m              | Kazimierz Fiałka Cracovia                                                       | 33:11,0  | Józef Noji Sokół Poznań                                                                   | 33:12,4  | Maksymilian Hartlik Stadion Chorzów                                                      | 33:55,0  |
| Bieg na 110 m przez płotki    | Jan Wieczorek Śmigły Wilno                                                      | 15,6     | Stefan Nowosielski Pogoń Katowice                                                         | 15,8     | Stefan Twardowski AZS Warszawa                                                           |          |
| Bieg na 400 m przez płotki    | Stefan Kostrzewski AZS Warszawa                                                 | 58,9     | Antoni Sobik Stadion Chorzów                                                              | 59,6     | Stefan Pruszkowski Policyjny KS Warszawa                                                 |          |
| Bieg na 3000 m z przeszkodami | Wacław Soldan Cracovia                                                          | 10:12,6  | Julian Strzałkowski Jagiellonia Białystok                                                 | 10:25,0  | Aleksander Jurkowski AZS Warszawa                                                        |          |
| Sztafeta 4 × 100 m            | AZS Warszawa Stefan Kostrzewski Stefan Twardowski Jerzy Koźlicki Jerzy Pławczyk | 44,7     | Legia Warszawa Jerzy Downarowicz Władysław Krawczyk Zygmunt Uszyński Stanisław Sulikowski | 44,8     | Warta Poznań Edmund Stryczyński Feliks Kulpiński Kazimierz Jasiewicz Klemens Biniakowski |          |
| Sztafeta 4 × 400 m            | Warta Poznań Edmund Kędzia Czesław Pawlak Antoni Lesicki Klemens Biniakowski    | 3:32,2   | Sokół Leszno Zdzisław Zawieja Wiktor Hałas Antoni Maik Wincenty Pujanek                   | 3:33,0   | Stadion Chorzów Karol Rzepuś Antoni Sobik ??                                             | 3:33,8   |
| Skok wzwyż                    | Jerzy Pławczyk AZS Warszawa                                                     | 1,83     | Edward Luckhaus Jagiellonia Białystok                                                     | 1,80     | Karol Hoffmann Warta Poznań                                                              | 1,75     |
| Skok o tyczce                 | Wilhelm Schneider Pogoń Katowice                                                | 3,70d    | Juliusz Kluk Legia Warszawa                                                               | 3,70d    | Antoni Morończyk Sokół-Macierz Lwów                                                      | 3,70d    |
| Skok w dal                    | Karol Hoffmann Warta Poznań                                                     | 6,97     | Jerzy Pławczyk AZS Warszawa                                                               | 6,95     | Stefan Sikorski Polonia Warszawa                                                         | 6,83     |
| Trójskok                      | Edward Luckhaus Jagiellonia Białystok                                           | 14,96 NR | Karol Hoffmann Warta Poznań                                                               | 13,97    | Jerzy Pławczyk AZS Warszawa                                                              | 12,76    |
| Pchnięcie kulą                | Zygmunt Heljasz Warta Poznań                                                    | 15,50    | Zbigniew Tilgner Sokół Poznań                                                             | 14,50    | Karol Hoffmann Warta Poznań                                                              | 13,48    |
| Rzut dyskiem                  | Zygmunt Siedlecki Legia Warszawa                                                | 44,00    | Zygmunt Heljasz Warta Poznań                                                              | 43,81    | Leon Kozłowski Legia Warszawa                                                            | 43,02    |
| Rzut młotem                   | Alojzy Więckowski Sokół Bydgoszcz                                               | 38,80    | Alojzy Kiełpikowski Sokół Bydgoszcz                                                       | 36,18    | Rosław Rodziewicz Zjednoczone Łódź                                                       | 35,18    |
| Rzut oszczepem                | Eugeniusz Lokajski Warszawianka                                                 | 62,86    | Walter Turczyk Warta Poznań                                                               | 59,97    | Leon Wojtkiewicz AZS Warszawa                                                            | 57,90    |

### Kobiety
| Konkurencja:              | 1. miejsce                                                            | Rezultat | 2. miejsce                                                                 | Rezultat | 3. miejsce                                                                     | Rezultat |
| Bieg na 60 m              | Stanisława Walasiewicz Grażyna Warszawa                               | 8,0      | Jadwiga Batiuk AZS Lwów                                                    | 8,4      | Irena Segno Sokół Czeladź                                                      | 8,5      |
| Bieg na 100 m             | Stanisława Walasiewicz Grażyna Warszawa                               | 12,6     | Otylia Kałuża Stadion Chorzów                                              | 13,0     | Helena Gottlieb Makabi Kraków                                                  | 13,2     |
| Bieg na 200 m             | Stanisława Walasiewicz Grażyna Warszawa                               | 27,3     | Otylia Kałuża Stadion Chorzów                                              | 27,6     | Camilla Mondral AZS Poznań                                                     | 28,0     |
| Bieg na 800 m             | Irena Świderska AZS Poznań                                            | 2:22,8   | Jadwiga Nowacka AZS Warszawa                                               | 2:27,0   | Maria Szuas Pogoń Katowice                                                     | 2:34,0   |
| Bieg na 80 m przez płotki | Maryla Freiwald Makabi Kraków                                         | 12,4     | Erna Orzeł Stadion Chorzów                                                 | 13,6     | Elżbieta Białas Pogoń Katowice                                                 | 14,5     |
| Sztafeta 4 × 100 m        | Stadion Chorzów Elżbieta Szczęsny Aniela Sikora Komorek Otylia Kałuża | 55,1     | AZS Poznań Alina Dunin Izabella Zakrzewska Irena Świderska Camilla Mondral | 55,4     | Pogoń Katowice Elżbieta Bytomska Elfryda Preiss Helena Rakoczy Elżbieta Białas | 55,6     |
| Sztafeta 4 × 200 m        | AZS Poznań Jadwiga Kubiak Alina Dunin Irena Świderska Camilla Mondral | 1:54,2   | Stadion Chorzów ?? Otylia Kałuża                                           | 1:56,0   | Pogoń Katowice Hildegarda Kieronim Elżbieta Białas Helena Rakoczy Maria Szuas  | 1:58,6   |
| Skok wzwyż                | Erna Orzeł Stadion Chorzów                                            | 1,40     | Jadwiga Wajs Sokół Pabianice                                               | 1,38     | Maria Karpacka AZS Poznań                                                      | 1,38     |
| Skok w dal                | Janina Wencel Skra Warszawa                                           | 5,13     | Irena Segno Sokół Czeladź                                                  | 4,89     | Aniela Sikora Stadion Chorzów                                                  | 4,89     |
| Skok w dal z miejsca      | Aniela Sikora Stadion Chorzów                                         | 2,36     | Alina Dunin AZS Poznań                                                     | 2,35     | Janina Wasilewska Pogoń Katowice                                               | 2,27     |
| Pchnięcie kulą            | Jadwiga Wajs Sokół Pabianice                                          | 11,07    | Maria Kwaśniewska ŁKS Łódź                                                 | 10,81    | Sonia Szmukler Makabi Wilno                                                    | 10,36    |
| Rzut dyskiem              | Jadwiga Wajs Sokół Pabianice                                          | 37,29    | Genowefa Cejzik AZS Warszawa                                               | 35,48    | Salomea Kryg Warta Poznań                                                      | 31,57    |
| Rzut oszczepem            | Maria Kwaśniewska ŁKS Łódź                                            | 39,61    | Zofia Smętek ŁKS Łódź                                                      | 34,78    | Aniela Sikora Stadion Chorzów                                                  | 30,89    |

## Bieg przełajowy
12. mistrzostwa w biegu przełajowym mężczyzn zostały rozegrane 22 kwietnia w Krakowie. Trasa wyniosła 9,5 kilometra. Mistrzostwa kobiet w biegu przełajowym odbyły się tego samego dnia we Lwowie, na dystansie 1 km.

### Mężczyźni
| Konkurencja:             | 1. miejsce                | Rezultat | 2. miejsce                                 | Rezultat | 3. miejsce                       | Rezultat |
| Bieg przełajowy (9,5 km) | Kazimierz Fiałka Cracovia | 31:30,4  | Maksymilian Hartlik Stadion Królewska Huta | 31:36,4  | Franciszek Janowski Warta Poznań | o 300 m  |

### Kobiety
| Konkurencja:           | 1. miejsce                   | Rezultat | 2. miejsce                     | Rezultat | 3. miejsce                | Rezultat |
| Bieg przełajowy (1 km) | Jadwiga Nowacka AZS Warszawa | 3:04,0   | Izabella Robakowska Sokół Lwów | 3:38,0   | Helena Gasparska AZS Lwów | o 50 m   |

## Pięciobój
Mistrzostwa w pięcioboju mężczyzn odbyły się 30 września w Chorzowie, a mistrzostwa kobiet w tej konkurencji 28 i 29 lipca w Warszawie.

### Mężczyźni
| Konkurencja: | 1. miejsce                      | Rezultat       | 2. miejsce                  | Rezultat     | 3. miejsce                    | Rezultat      |
| Pięciobój    | Eugeniusz Lokajski Warszawianka | 3759,105w pkt. | Jerzy Pławczyk AZS Warszawa | 3596,51 pkt. | Leon Wojtkiewicz AZS Warszawa | 3548,245 pkt. |

### Kobiety
| Konkurencja: | 1. miejsce                 | Rezultat | 2. miejsce                    | Rezultat | 3. miejsce                   | Rezultat |
| Pięciobój    | Maria Kwaśniewska ŁKS Łódź | 252 pkt. | Aniela Sikora Stadion Chorzów | 194 pkt. | Jadwiga Wencel Skra Warszawa | 190 pkt. |

## Dziesięciobój
Mistrzostwa w dziesięcioboju mężczyzn odbyły się 18 i 19 sierpnia we Lwowie.
| Konkurencja:  | 1. miejsce                  | Rezultat       | 2. miejsce                 | Rezultat     | 3. miejsce                    | Rezultat      |
| Dziesięciobój | Jerzy Pławczyk AZS Warszawa | 7527,525w pkt. | Jan Wieczorek Śmigły Wilno | 7055,12 pkt. | Leon Wojtkiewicz AZS Warszawa | 6673,965 pkt. |

## Maraton
Mistrzostwa Polski w biegu maratońskim mężczyzn zostały rozegrane 2 września w Wilnie.
| Konkurencja: | 1. miejsce                   | Rezultat  | 2. miejsce                    | Rezultat  | 3. miejsce                            | Rezultat  |
| Maraton      | Bronisław Gancarz Pogoń Lwów | 3:00:12,0 | Szczepan Soduła Strzelec Łódź | 3:12:31,8 | Onufry Półtorak Jagiellonia Białystok | 3:13:37,8 |

## Sztafetowe mistrzostwa Polski
Sztafetowe mistrzostwa Polski mężczyzn odbyły się 15 i 16 września. Rozegrano pięć konkurencji: sztafety 4 × 100 metrów, 4 × 400 metrów, 3 × 1000 metrów, sztafetę szwedzką 400+300+200+100 metrów oraz sztafetę olimpijską 800+400+200+100 metrów.
| Konkurencja:               | 1. miejsce                                                                                | Rezultat | 2. miejsce                                                                                   | Rezultat | 3. miejsce                                                                      | Rezultat |
| Sztafeta 4 × 100 m         | Legia Warszawa Władysław Krawczyk Jerzy Downarowicz Zygmunt Uszyński Stanisław Sulikowski | 45,1     | Warta Poznań Antoni Lesicki Kazimierz Jasiewicz Artur Jezierski Klemens Biniakowski          | 45,2     | AZS Warszawa Stefan Kostrzewski Jerzy Koźlicki Stefan Twardowski Jerzy Pławczyk |          |
| Sztafeta 4 × 400 m         | Warta Poznań Artur Jezierski Franciszek Janowski Antoni Lesicki Klemens Biniakowski       | 3:28,8   | AZS Warszawa Stefan Kostrzewski Eugeniusz Holfeier Józef Miller Jerzy Koźlicki               | 3:31,4   | AZS II Warszawa                                                                 |          |
| Sztafeta 400+300+200+100 m | Warta Poznań Antoni Lesicki Klemens Biniakowski Kazimierz Jasiewicz Artur Jezierski       | 2:07,4   | AZS Warszawa Jerzy Koźlicki Stefan Kostrzewski Jerzy Pławczyk Stefan Twardowski              |          | Legia Warszawa                                                                  |          |
| Sztafeta 800+400+200+100 m | Warta Poznań Antoni Lesicki Klemens Biniakowski Kazimierz Jasiewicz Artur Jezierski       | 3:25,2   | Warszawianka Kazimierz Kuźmicki Czesław Skowroński Mieczysław Łukasiewicz Eugeniusz Lokajski |          | AZS Warszawa Lechosław Majewski ??                                              |          |
| Sztafeta 3 × 1000 m        | Warszawianka Edward Koper Czesław Skowroński Kazimierz Kuźmicki                           | 7:59,2   | AZS Warszawa Wacław Sidorowicz Józef Miller Aleksander Jurkowski                             | 8:00,8   |                                                                                 |          |

## Trójbój
Mistrzostwa w trójboju kobiet zostały rozegrane 30 września w Chorzowie. W skład trójboju wchodziły: bieg na 100 metrów, skok wzwyż i rzut oszczepem.
| Konkurencja: | 1. miejsce                 | Rezultat | 2. miejsce                    | Rezultat | 3. miejsce              | Rezultat |
| Trójbój      | Maria Kwaśniewska ŁKS Łódź | 187 pkt. | Aniela Sikora Stadion Chorzów | 162 pkt. | Jadwiga Batiuk AZS Lwów | 137 pkt. |

## Chód na 50 km
Mistrzostwa Polski w chodzie na 50 kilometrów mężczyzn zostały rozegrane 30 września w Bydgoszczy.
| Konkurencja:  | 1. miejsce                               | Rezultat  | 2. miejsce                      | Rezultat  | 3. miejsce                    | Rezultat  |
| Chód na 50 km | Kazimierz Krzyczkowski Strzelec Warszawa | 5:04:51,0 | Lucjan Grajda Strzelec Warszawa | 5:15:05,0 | Antoni Lis Strzelec Bydgoszcz | 5:17:07,0 |